# Isadora Duncan
Isadora Duncan (San Francisco, 26. svibnja 1877. – Nica, 14. rujna 1927.), američka plesačica.

## Životopis
Rođena je kao Angela Isadora Duncan u San Franciscu, Kaliforniji. Isadoru Duncan smatraju majkom suvremenog plesa. Unatoč popularnosti diljem Europe, u SAD-u je bila poznata samo u New Yorku u kasnijoj fazi karijere.
Isadora je bila najmlađa od četvero djece bankara, rudarskog inženjera i poznavatelja umjetnosti Josepha Charlesa Duncana i Mary Dore Gray, najmlađe kćerke kalifornijskog senatora Thomasa Greya. Druga djeca su se zvala: Elizabeth, Augustin i Raymond.
Više puta je boravila kao gošća, u njezino vrijeme jednom od najmondenijih turističkih mjesta – Opatiji. Boravila je u Villi Amalia, danas depandansi najstarijeg opatijskog hotela Kvarner: njoj u čast je u parku ispred vile postavljen spomenik. U Opatiji je boravila sa suprugom, poznatim ruskim pjesnikom Sergejem Jesenjinom. 
Preminula je tragično, 1927. godine, tijekom vožnje automobilom kada joj se šal koji je nosila oko vrata zapleo u kotač automobila i ugušio je.

## Vanjske poveznice
|  | Zajednički poslužitelj ima stranicu o temi Isadora Duncan    |
|  | Zajednički poslužitelj ima još gradiva o temi Isadora Duncan |

- Isadora Duncan's Web Links  Arhivirana inačica izvorne stranice od 18. rujna 2008. (Wayback Machine)